# José Lewgoy

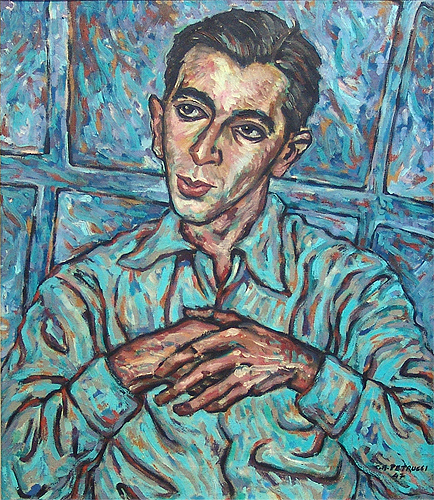
José Lewgoy auf einem Gemälde von Carlos Petrucci (1947 entstanden)

José Lewgoy (* 16. November 1920 in Veranópolis, Rio Grande do Sul; † 10. Februar 2003 in Rio de Janeiro) war ein brasilianischer Film- und Theaterschauspieler.

## Leben und Karriere
José Lewgoy war Sohn eines russischen Vaters und einer US-amerikanischen Mutter. Nachdem er zeitweise die Yale University besucht hatte, begann er seine Schauspielkarriere in den 1940er-Jahren beim Theater. Zwischen 1949 und seinem Todesjahr absolvierte Lewgoy insgesamt rund 135 Film- und Fernsehauftritte. Er zählte zu den profiliertesten brasilianischen Schauspielern seiner Generation und galt zeitweise als beliebtester Schurkendarsteller seines Landes. Lewgoy wurde zweimal (1977 und 1997) mit dem Darstellerpreis beim Filmfestival von Gramado ausgezeichnet. Ab den 1960er-Jahren trat er auch regelmäßig im Fernsehen auf und spielte Hauptrollen in mehreren brasilianischen Fernsehserien.
Dem deutschen Kinopublikum ist er möglicherweise am bekanntesten durch seine Darstellung des Plantagenbesitzers Don Aquilino in Werner Herzogs Film Fitzcarraldo (1982). Fünf Jahre später arbeitete Lewgoy bei Cobra Verde erneut mit Werner Herzog und Klaus Kinski zusammen. Er trat in den 1980er-Jahren noch in weiteren internationalen Produktionen als Nebendarsteller in Erscheinung, beispielsweise Schuld daran ist Rio mit Michael Caine oder Kuß der Spinnenfrau mit William Hurt.

## Filmografie (Auswahl)
- 1949: Carnaval no Fogo
- 1957: Dem Sumpf entronnen (Escapade)
- 1957: Die Erbarmungslosen (Les Fanatiques)
- 1966: Gern hab ich die Frauen gekillt (Spie contro il mondo)
- 1966: Tarzan (Fernsehserie, 2 Folgen)
- 1967: Eine Rose für alle (Una rosa per tutti)
- 1967: Land in Trance (Terra em Transe)
- 1967: Arrastao – Die Liebenden vom Meer (Arrastão)
- 1968: Tarzan und der Dschungelboy (Tarzan and the Jungle Boy)
- 1968: Roberto Carlos em Ritmo de Aventura
- 1970: Todsünde (Pecado Mortal)
- 1976: O Homem de Papel
- 1978: Jakobine (Os Mucker)
- 1982: Fitzcarraldo
- 1984: Schuld daran ist Rio (Blame It on Rio)
- 1985: Kuß der Spinnenfrau (Kiss of the Spider Woman)
- 1987: Cobra Verde
- 1987: Die Lady aus dem Kino Shanghai (A Dama do Cine Shanghai)
- 1988: Mond über Parador (Moon over Parador)
- 1989: Eine verhängnisvolle Nacht (Faca de dois Gumes)
- 1994: Boca
- 1995: O Quatrilho
- 1995: Engraçadinha: Seus Amores e Seus Pecados (Miniserie, 12 Folgen)
- 1998: Labirinto (Miniserie, 20 Folgen)
- 2003: Apolônio Brasil, Campeão da Alegria
- 2016: Chatô: O Rei do Brasil [1995 gedreht]